# Louis Vierne
Louis Victor Jules Vierne (Poitiers, 1870. október 8. – Párizs, 1937. június 2.) zeneszerző, orgonaművész, a párizsi Notre-Dame orgonistája.

## Élete
Poitiers-ben, 1870-ben született majdnem teljesen vakon, Henri Vierne, újságíró fiaként. Egyszer egy vendég érkezett hozzájuk, aki Schubert dallamot játszott-énekelt neki, majd a kétéves Vierne zongorán visszajátszotta a dallamot. A szülei teljesen ámulatba estek ezt látva. A Vierne-család 1873-ban Párizsba költözött, édesapja főszerkesztői állást kapott a Paris-Journal-nál. A kis Vierne apjától pompás ajándékot, egy kis két-oktávos játékzongorát kapott ajándékba. Szülei nagybátyjától, Charles Colintól kértek tanácsot a fiú taníttatása ügyében. 1875-ben az apa új állást kapott a Mémorial de Lille újságnál, ezért a család öt évre Lille-be költözött. Vierne ekkor hallott először orgonahangot a St-Maurice templomban egy mise alkalmával. Később így emlékezett vissza: „elképzelhetetlen volt számomra, hogy egyetlen ember hogy tud ennyiféle díszes-színes, misztikus hangot - hol erős, hol halk- kiadni egy hangszerből, az egész meseszerű volt”.
1876-ban lánytestvére, Henriett meghalt tüdőbajban. 1876-tól látássérültek iskolájába járt, itt tanították meg speciális eszközökkel, nagyítókkal írni, olvasni. 1877-ben édesapja Dr. de Wecker nevű orvossal konzultál, aki egy kísérleti operáció segítségével hisz Vierne látásának részleges helyreállításában. A műtétre két részletben áprilisban kerül sor. A műtét sikerült, Vierne látását részlegesen helyreállította a doktor, így a fiú nagy tárgyakat, tájakat, színeket is meg tudott már különböztetni. Lille-ben kezdte el a Braille-t Richard Hormann segítségével, valamint zongorázni kezdett Miss Gossetnél. 1878-ban megszületett René öccse. 1879-ben Colin nagybátyja egy rendezvény alkalmával megmutatja a St-Maurice templom orgonáját Viernenek. A fiú teljesen a rabjává válik, olyannyira, hogy anyjának limitálnia kell a napi megengedett gyakorlását 3 órára. 1880-ban az apja kilépett munkahelyéről, majd a család visszaköltözött Párizsba.
Tehetségét César Franck fedezte fel. 1886-tól Louis Lebelnél orgonálni kezdett. 1888-tól a párizsi Conservatoire óráit látogatta. Tanára, Charles-Marie Widor 1892-ben maga mellé vette segédnek a St. Sulpice-templomba. 1894-ben Widor asszisztenseként a Conservatoire orgona-osztályában tanított. A következő generáció tehetséges orgonistáit képezte, köztük Marcel Duprét is. 1900-ban négy jelölt közül őt választották a párizsi Notre-Dame orgonistájává. 1912-től az itteni Scola Cantorumban is orgonát oktatott. Egész életében komoly betegségekkel és depresszióval küzdött, amire szakmai és emberi konfliktusok, szembetegsége, és nem utolsósorban fiának az első világháborúban történt elvesztése is adott okot. 1937. június 2-án halt meg Párizsban, a Notre-Dame orgonájának játszóasztalán, szívinfarktusban.

## Művei

### Orgona
- 1894 : Allegretto op. 1 en si mineur
- 1894 : Verset fugué sur "In exitu Israël"
- 1895 : Prélude funèbre
- 1894 : Communion
- 1898-1899 : Symphonie n°1 en ré mineur
- 1902 : Symphonie n°2 en mi mineur
- 1911 : Symphonie n°3 en fa dièse mineur
- 1913 : Vingt-quatre pièces en style libre
- 1914 : Symphonie n°4 en sol mineur
- 1914 : Prélude en fa dièse mineur
- 1921 : Marche triomphale pour le centenaire de Napoléon Ier
- 1923-24 : Symphonie n°5 en la mineur
- 1926 : Vingt-quatre pièces de fantaisie
- 1928 : Trois improvisations (átírta Maurice Duruflé)
- 1929-1931 : Triptyque
- 1930 : Symphonie n°6 en si mineur

### Zongora
- 1893 : Trois pièces
- 1899 : Suite bourguignonne
- 1915-1916 : Trois Nocturnes
- 1915 : Douze Préludes
- 1916 : Poème des cloches funèbres
- 1918 : Silhouettes d'Enfants
- 1918 : Solitude
- 1922 : Ainsi parlait Zarathoustra

### Kamarazene
- 1895 : Deux pièces pour alto ou violoncelle et piano
- 1896 : Largo et Canzonetta pour hautbois et piano
- 1894 : Quatuor à cordes
- 1905-1907 : Sonate pour violon et piano
- 1909 : Rhapsodie pour harpe
- 1910 : Sonate pour violoncelle et piano
- 1918 : Quintette pour piano et cordes
- 1928 : Soirs étrangers

### Szimfóniák
- 1907-1908 : Symphonie en la mineur
- 1925 : Poème pour piano et orchestre
- 1926 : Ballade pour violon et orchestre

### Vokális művek
- 1903 : Praxinoé : légende lyrique pour orchestre, soli et chœurs
- 1912 : Les Djinns de Victor Hugo : poème symphonique pour chant et orchestre
- 1914 : Psyché de Victor Hugo : poème symphonique pour chant et orchestre
- 1916 : Eros d’Anna de Noailles : poème symphonique pour chant et orchestre
- 1917 : Dal Vertice de Gabriele D’Annunzio : ode lyrique pour ténor solo et orchestre
- ismeretlen : La Ballade du Désespéré

### Dalok
- 1895 : A Elle, poème de Paul Gobillard
- 1896 : Fini de rire de Maurice Léna
- 1896 : Beaux papillons blancs de Théophile Gautier
- 1986 : Donc ce sera pour un clair soir d ’été de Paul Verlaine
- 1896 : Qu’as-tu fait de ta jeunesse ? de Paul Verlaine
- 1897 : L ’heure du berger de Paul Verlaine
- 1897 : Ô triste, triste était mon âme de Paul Verlaine
- 1897 : Le Rouet de Leconte de Lisle
- 1898 : Dors, chère Prunelle de Catulle Mendès
- 1899 : Chanson d ’automne de Paul Verlaine
- 1899 : Lied d ’amour de Carly Timun
- 1899 : Extase de Victor Hugo
- 1903 : Soleils couchants de Paul Verlaine
- 1903 : Nox de Charles Leconte de Lisle
- 1903 : Adieu de Villiers de L’Isle Adam
- 1912 : Stances d ’amour et de rêve de Sully Prudhomme
- 1916 : Spleens et Détresses de Paul Verlaine
- 1921 : Cinq poèmes de Baudelaire
- 1924 : Poème de l’amour de Jean Richepin
- 1929 : Les angélus de Jehan le pauvre
- 1930 : Quatre poèmes grecs d'Anna de Noailles
- ismeretlen : Vocalise étude pour voix grave et piano
- ismeretlen : Les roses blanches de la lune de Jean Richepin
- ismeretlen : Deux chansons populaires roumaines